# Утанкташ
Утанкташ (с башкирского «двойная гора») — безлесная вершина на Южном Урале в хребте Уралтау,  в Учалинском районе Башкортостана, состоящая из двух пиков высотой 737,2 и 730,2 м.. Находится возле города Учалы, между озерами Малые Учалы и Гнилое.
У юго-западного склона находится селение Урал. От него к Учалам идут две дороги, огибающие Утанкташ с запада и востока.
На северных склонах рождаются ручьи, питающие реку Калынташ, протекающая через д. Урал с южного склона Утанкташа.
К востоку от Утанкташа берёт исток река Ереклы.